# لئو جابا
لئو جابا (انگلیسی: Léo Jabá؛ زادهٔ ۲ اوت ۱۹۹۸) بازیکن فوتبال اهل برزیل است.
از باشگاه‌هایی که در آن بازی کرده‌است می‌توان به باشگاه فوتبال کورینتیانس اشاره کرد.
وی همچنین در تیم ملی فوتبال زیر ۲۰ سال برزیل بازی کرده‌است.